# 프로콘술 (영장류)
프로콘술(proconsul)은 마이오세 2300만 년에서 2500만 년 전에 존재했던 영장류의 절멸 속이다. 케냐와 우간다를 비롯한 동부 아프리카에 화석이 남아있다. P. africanus, P. gitongai, P. major, P. meswae의 네 종으로 분류되었다. 네 종 간의 차이는 주로 신체의 크기이다. 초기 마이오세 프로콘술 서식지 환경은 밝혀진 바가 없으며, 숲이 우거진 환경에서 보다 개방적이고 건조한 초원까지 다양하게 추측하고 있다.
긴팔원숭이, 고등 유인원 및 인간은 진화생물학에서 프로콘술을 공통 조상 계통으로 공유한다고 보고 있다. 학명은 런던에 전시되었던 한 침팬지의 이름 콘술(consul)에 "이전"이라는 뜻의 라틴어 프로(pro)를 붙여 "콘술 이전", 즉 침팬지의 조상이라는 뜻으로 지은 것이며, 사실상 나머지 유인원의 조상이 된다는 이후의 연구와는 배치된다.

## 설명
프로콘술은 구세계원숭이와 유인원의 특성이 혼합되어 있기 때문에 유인원 인간상과에 위치시키는 것은 임시적으로, 일부 과학자는 유인원과 구세계원숭이가 갈라지기 전으로 프로콘술을 열외시키기도 한다.
프로콘술이 원숭이와 유사한 특징으로는 몸을 지면에 평행으로 하여 걷는 자세, 길고 유연한 등, 굽은 손바닥뼈, 나무 위에 사는 네 발 동물이 가진 전형적인 습성이다. 프로콘술과 현존하는 유인원을 연결하는 주요한 특징은 꼬리가 없다는 것이다. 다른 "유인원과 유사한" 특징으로는 움켜잡는 힘의 강화, 안정된 팔꿈치 관절과 안면 구조이다. 프로콘술은 현대 유인원처럼 매달리는 행동은 하지 않았다.
외모 상으로는 사람의 모습은 전혀 찾아볼 수 없으며 거의 원숭이에 가깝다.

## 발견과 분류

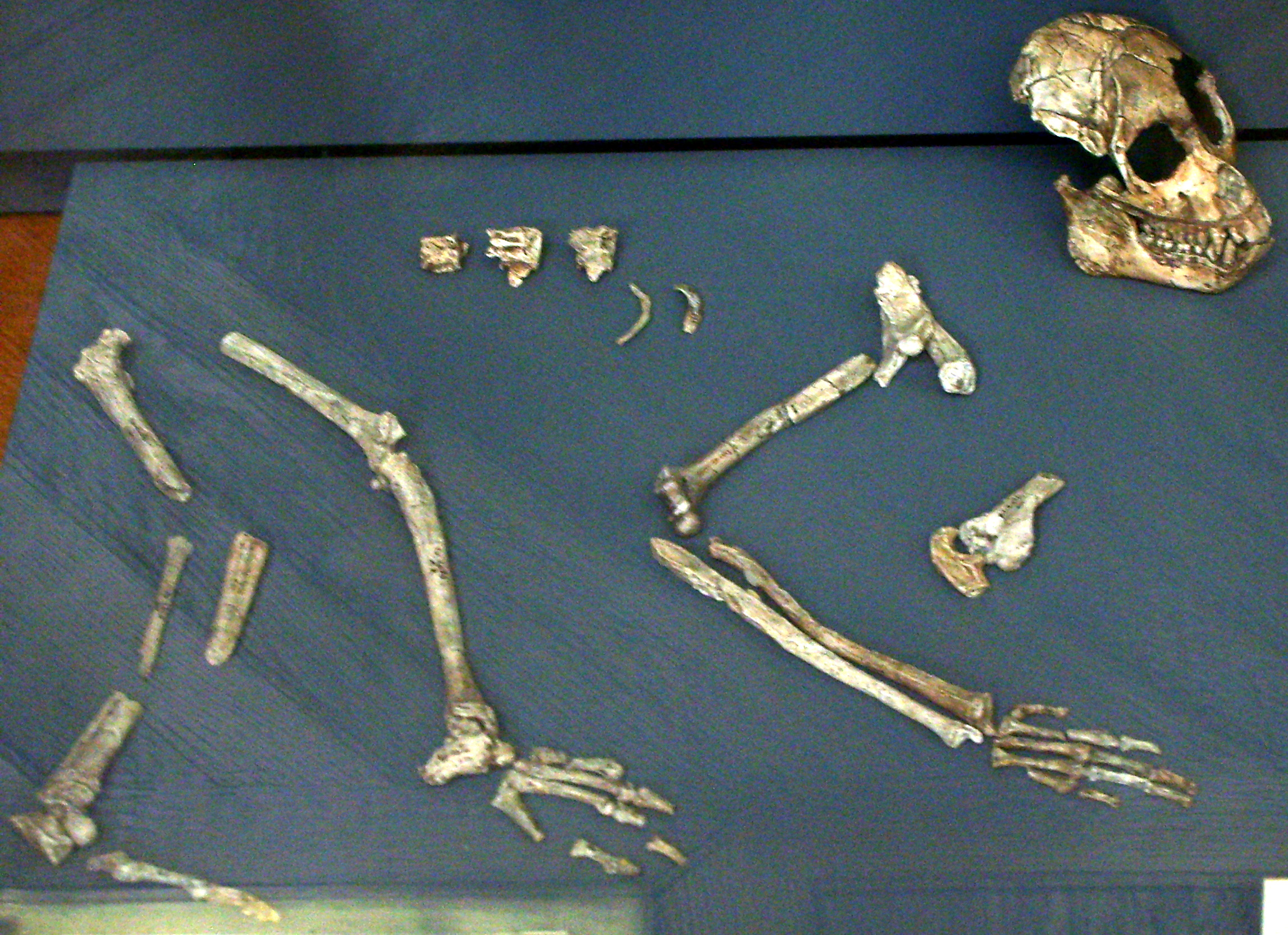
Proconsul nyanzae 화석, 파리 국립 자연사 박물관

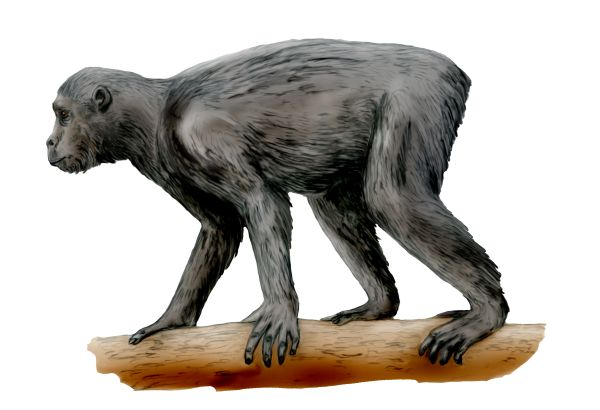
복원도

첫 표본은 1909년 케냐 서부의 키수무 현 근처 코루에서 금 시굴자가 발견한 턱뼈 일부분으로, 최근까지 알려진 가장 오래된 유인원 화석이자 아프리카 사하라 사막 이남에서 발견된 최초의 포유류 화석이다. 프로콘술이라는 이름은 1933년 아서 홉우드가 고안한 것으로, "콘술 이전"이라는 뜻이다. 콘술은 런던에서 사육된 유명한 침팬지의 이름이다. 당시에는 서커스에서 공연을 하는 침팬지를 콘술이라고 부르는 경우가 많았다. 1903년 파리의 폴리 베르제르에는 콘술이라는 이름의 유명한 공연하는 침팬지가 있었고, 1894년 잉글랜드 맨체스터의 벨부 동물원에서도 같은 이름의 침팬지가 있었다. 후자의 침팬지가 죽은 해에 벤 브라이얼리는 침팬지와 인간 사이의 "잃어버린 고리"가 어디에 있는지 궁금히 여기는 기념시를 썼다.
1931년 홉우드는 루이스 리키와 함께 빅토리아호 부근을 탐사하면서 각 세 개의 화석을 발견하였다. 콘술은 위에서 언급한 다른 침팬지가 아닌, 런던 동물원에 살던 침팬지의 이름을 따온 것이다. 콘술은 린네식 분류에서 침팬지를 상징하는 데 쓰인다. 따라서 홉우드의 말에서 프로콘술은 "침팬지의 조상"을 의미한다. 그는 또한 종명으로 아프리카누스(africanus)를 추가하였다.
나중에 발견된 다른 화석들은 처음에는 아프리카누스로 분류되었다 이후에는 재분류되었다. 다시 말해 원래 아프리카누스로 보았던 화석들의 전체 모음이 "쪼개졌으며", 이 파편들이 새로운 종을 만들어내는 다른 발견과 함께 "묶였다". 예를 들어 메리 리키의 1948년 아프리카누스로 시작된 유명한 발견은 1951년 토마스 휘트워스가 발견하여 1993년 앨런 워커가 헤셀로니(heseloni)로 명명한 것으로 묶이며 쪼개졌다. 이 과정은 일반에게 아프리카누스가 헤셀로니가 되었다는 혼란을 일으킨다. 코루와 송호르에서 발견한 것은 여전히 아프리카누스로 간주된다. 많은 화석이 종이 바뀌었음에도 불구하고 여전히 네 종이 정의되어 있다.
프로콘술과는 윌프리드 르 그로 클락이 아프리카누스, 니얀제, 메이저를 정의한 지 10년 후인 1963년에 루이스 리키가 처음 제안한 것이다. 이는 즉시 받아들어진 개념이 아니었지만 나중에는 완전히 인정받았다.
20세기 후반기 인간상과 분류의 역사는 몇 권의 책 자체로 보증하기에는 너무나 복잡하다. 대부분의 고인류학자들은 새로운 화석이 밝혀지고, 새로운 관측이 포착되며 적어도 한 번 이상은 생각이 바뀌었고, 이러한 일이 계속해서 이어졌을 것이다. 10년동안의 문헌에서 발견된 분류는 다른 기간의 분류와 동일하지 않는 것이 일반적이다. 가령, 저명한 고생물학자 피터 앤드루스와 로렌스 마틴은 1987년에 프로콘술이 인간상과가 아니라 자매 분류군이라는 견해를 가지고 있었다.

### 재분류
프로콘술 헤셀로니(Proconsul heseloni)와 P. 냔제(P. nyanzae)는 에켐보라는 새로운 속으로 재분류되었다.

## 참고 문헌
- Andrews, Peter; Martin, Lawrence (January 1987). “Cladistic relationships of extant and fossil hominoids”. 《Journal of Human Evolution》 16 (1): 101–118. doi:10.1016/0047-2484(87)90062-5.
- Morell, Virginia (1996). 《Ancestral Passions: The Leakey Family and the Quest for Humankind's Beginnings》. Simon and Schuster. ISBN 9780684824703.
- Tuttle, Russel H. (2006). 〈Seven Decades of East African Miocene Anthropoid Studies〉.   Ishida, Hidemi; Tuttle, Russell; Pickford, Martin; Ogihara, Naomichi; Nakatsukasa, Masato. 《Human Origins and Environmental Backgrounds》 (PDF). Springer. ISBN 0-387-29638-7. 2017년 8월 13일에 원본 문서 (PDF)에서 보존된 문서. 2017년 4월 30일에 확인함.
- Walker, Alan; Shipman, Pat (2005). 《The Ape in the Tree: An Intellectual & Natural History of Proconsul》. Cambridge, Massachusetts, London, England: The Belknap Press of Harvard University Press. ISBN 0-674-01675-0.